# 강정일당
강정일당(姜靜一堂, 1772년 - 1832년)은 조선 후기의 성리학자, 시인으로, 본관은 진주, 호는 정일당(靜一堂), 아명은 지덕(至德)이며 충청도 제천 출신이다.
그녀는 1791년 윤광연과 결혼하여 슬하에 5남 4녀를 두었으나 아홉 자녀 모두 돌을 맞기도 전에 죽었다. 하지만 그녀는 황운조 등의 필법을 이어받아 해서를 잘 썼으며 시문과 경서에 뛰어난 능력을 구사하기도 하였다. 그녀의 저서로 《정일당유고 (靜一堂遺稿)》가 전해지고 있으며, 남편이 아내의 문학을 존중하여 문집으로 펴낸 것으로 알려져 있다.

## 같이 보기
- 정일당 강씨 묘 - 성남시 향토유적 제1호